# Украинка (город)
Украи́нка (укр. Українка) — город в Киевской области Украины. Входит в Обуховский район.
Расположен на реке Днепр и Стугна. Находится в 38 километрах от города Киева.

## История
Первое упоминание о городе — начало XV века.
Вместе со строительством Трипольской теплоэлектростанции выросла и Украинка, став городом энергетиков. 19 ноября 1979 посёлок Украинка был отнесён к группе городов районного значения.
В 1991 году в Украинке началось строительство церкви иконы Божией Матери «Нечаянная радость» Киевского Патриархата, с 2000 — начала действовать церковь Московского Патриархата.
В 2002 году община города выбрала первого голову в новом тысячелетии. Им стал Павел Генрихович Козырев. В том же году в Украинке вышел первый номер местной газеты.
Сегодня Украинка — туристический город на Днепре.

## Население
В январе 1989 года численность населения составляла 16 327 человек.
По состоянию на 1 июня 2009 в городе Украинка проживает — 15 050 человек, фактически проживает более 17 000.

### Языковой состав
Родной язык населения по данным переписи 2001 года:
| Язык       | Численность, чел. | Доля     |
| ---------- | ----------------- | -------- |
| Украинский | 9 950             | 71,18 %  |
| Русский    | 3 935             | 28,15 %  |
| Другое     | 93                | 0,67 %   |
| Итого      | 13 978            | 100,00 % |

Украинский язык является единственным официальным и основным языком города.
По данным Государственной службы статистики Украины в 2023/24 учебном году все 237 624 учащихся в учреждениях общего среднего образования в Киевской области обучались в украиноязычных классах.

## География
Украинка расположена южнее Киева на расстоянии 40 км по Днепру и в 5 км от автомагистрали Киев-Донецк. Город расположен в центральной части Киевской области на правом берегу реки Днепр, юго-восточнее столицы. Рельеф города в основном равнинный, но в значительной степени расчленён оврагами и балками, что характерно для южных окраин Украинки. На границе между селом Триполье и на окраине города, возвышается Девич-гора, самая высокая точка города, абсолютная высота которой составляет 260 м. На юге и востоке город окружают реки Козинка и Стугна, впадающие в Днепр. Стугна протекает по новому искусственному руслу, которое создано в рамках строительства Трипольской ТЭС. Управление городом осуществляет Украинский городской совет, который является органом местного самоуправления, которому административно подчинено село Плюты. Соседними населёнными пунктами являются город Обухов, посёлок Козин и село Триполье. Площадь территории городского совета составляет 4884 га, из них площадь города Украинка — 907 га, а площадь села Плюты — 396 га. Территория базы отдыха за пределами городской зоны — 56 га (на берегах рек Козинка, Стугна, берегах Каневского водохранилища размещено 15 рекреационных учреждений (базы отдыха, молодёжные и детские лагеря, яхт-клубы) общей вместимостью — 2 тыс. мест). 73 га в пределах генплана занимают коллективные дачи, из которых 35 га размещены на берегу Каневского водохранилища, 38 га — на берегу реки Стугна.

### Гидрогеологические особенности
Из всех доступных в данной локации водоносных горизонтов единственным на 100 % защищённым от поверхностных загрязнений является водоносный горизонт юрских отложений. Скважины, пробурённые к нему, имеют глубины порядка 170—190 м.

## Экономика
Недалеко от города находится градообразующее предприятие Трипольская ТЭС, уничтоженная в ночь на 11 апреля 2024 года